# پارک جئونگ-هوا
پارک جئونگ-هوا (به انگلیسی: Park Jeong-hwa)(زاده ۸ می ۱۹۹۵) خواننده، بازیگر کره‌ای است.